# INAP
INAP可以代表智能网应用协议（Intelligent Network Application Protocol）或智能网应用部分（Intelligent Network Application Part）。它是智能网中所使用的信令协议，属于七号信令系统（SS7）协议系列的一部分，通常位于“事务能力应用部分”（Transaction Capabilities Application Part，简称TCAP）层之上。该术语也可以被视为用于控制那些从传统交换点（switch point）迁移到基于计算机的业务独立的平台上的电信业务的逻辑。

## 应用
国际电信联盟（ITU）为本协议定义了若干个“能力水平”，从“能力集1”（Capability Set 1，简称CS-1）开始。智能网的一个典型应用就是号码翻译（Number Translation）业务。 例如，在英国，0800开头的号码是免费电话，使用IN平台，它们被翻译成地理区域分段的号码。电话交换机将0800号码解码到一个IN触发器，并将连接交换到IN。
电话交换机使用事务能力应用部分（Transaction Capabilities Application Part，简称TCAP）、信令连接和控制部分（Signaling Connection and Control Part，简称SCCP）以及INAP。在IN术语中，这样的交换机被称为“业务交换点”（Service Switching Point，简称SSP）。SSP会向SCP发送一个INAP中的“初始检测点”（Initial Detection Point，简称IDP）消息。SCP返回一个INAP连接消息，这个消息中包含了需要将该呼叫前传到的地理区域号码。
INAP消息是使用ASN.1编码进行定义的。 SCCP被用于路由。 INAP的扩展形式是移动网络增强逻辑的定制化应用（CAMEL）。TCAP被用于将事务拆分成一个个小的单元。